# Getto w Lipawie
Getto w Lipawie (łot. Liepājas geto) – żydowskie getto istniejące w latach 1942–1943 w Lipawie w Kurlandii.

## Historia
Dzielnica żydowska została utworzona w czerwcu 1942, po tym jak wymordowano już większość mieszkających w mieście Żydów – obejmowała fragment centralnej części miasta. Na czele Judenratu stanęli Zalman Israelit i Menachem Kaganski. Na terenie getta znalazła się m.in. synagoga, ośrodek medyczny, bibliotka i kuchnie żydowskie. 
W porównaniu z podobnymi dzielnicami w Rydze i Dyneburgu na terenie getta w Lipawie panowały stosunkowo lepsze warunki